# 愛妻家
愛妻家（あいさいか）とは、妻を熱烈に愛してやまない男性（夫）のこと。特に結婚から年月を経てなお、妻への愛情覚めやらぬ様子を指す傾向がある。

## 概要
愛妻家とは、妻を愛していることを外部でも憚ること無く公表するような既婚男性のことであり、更に言えば、職場での付き合いや世間体といったものよりも、妻の仕事を助けようとして、家事の分担などを率先して行う者と解される。
なお「男性が家事をする」ことに対する客観視に関しては、恐妻家（妻を恐れ、機嫌を損ねないよう行動する既婚男性）との同一視する傾向も見られる。ただし、愛妻家が純粋な相手に対する好意でそれら家事分担に参加するのに対して、恐妻家は自己保身（防衛）のためであるという決定的な違いがある。また、恋愛感情は他人に知られると気恥ずかしい、などの微妙な価値観の働きもあり、傍目にはどう見ても愛妻家であるのに、恐妻家を自称する者も見掛けることができる。
ちなみに「愛妻家」という言葉はあるが、「愛夫家」という言葉は聞かれない。

## 愛妻家の行動
以下に挙げるのは、ステレオタイプ的なパターンであり、しばしば愛妻家を題材としたフィクション作品などで描かれる。
- 職場
  - 定時刻で仕事が終わるようペース配分
  - 残業などやむをえない理由で遅くなる場合は家に一報
  - 昼食は妻の手作り弁当（愛妻弁当）
- 交際
  - 会社よりも家庭優先
  - 飲み会では泥酔しないうちに引き上げ
- 家事分担
  - 仕事帰りに買物（日常的な）
  - 休日は家の掃除や家事の手伝い
  - 夕食後の食器片付けも共同作業
  - 子供の散歩や入浴など所定の育児作業を引き受ける
- その他
  - 妻の写真を携帯・職場のデスクに飾る
  - 結婚記念日・誕生日にはプレゼントを用意

### 愛妻家が主役の作品
刑事コロンボ
決まりネタとして、毎度風采の上がらないコロンボ警部補が「ウチのカミさんがね…」と妻ののろけ話で犯人（容疑者）の油断を誘うシーンが登場する。犯人が「早く帰ってくれ」と思うほどにコロンボが饒舌となるため、やっと話を切り上げて帰り支度を始めると犯人が安堵して気が緩んでしまい、その帰りしなに突然質問され決定的言質を取られる。しかし劇中、コロンボ警部の妻が登場したシーンはない。
奥さまは魔女
広告代理店に勤める普通のサラリーマンで妻を熱烈に愛している夫と、人間の夫を愛しているが魔女であるために知人・親戚一同世間知らずで無茶なために気が休まらない妻という珍妙な夫婦の物語。妻関係者には頻繁に散々な目に遭わされている夫のダーリンだが、愛する妻のためにその無茶も受け流す懐の深さを発揮する。

## 愛妻家と家庭状況の変化
男女の役割分担は多くの民族にみられる現象だが、文化により様々なパターンがある。文明の近代化や社会の役割分担の細分化（→分業）に伴って、家庭によって男女の役割分担は固定的なものではなくなってきている。
こういった家庭状況の変化の中では、緩やかであったにせよ共働きや保育園などの育児機能の外注化などもあり、また加工食品や家電製品の発達は、家事労力の軽減と女性の社会進出を促してもいる。その一方で教育を含む家庭の維持コストは、社会の近代化・生活の文明化に従って上昇する傾向も顕著で、こちらは出費という圧力で共働き傾向を促しているとも言えよう。
「愛妻家」とする場合、旧来は専業主婦家庭で夫が妻に対してその利便を図るという意味ではあったが、こういった社会状況の変化の中で共働き家庭が増加すると、公平な家事の分担などで双方が同程度に稼げるようにするなどの、家庭維持に掛ける労力配分の平均化も発生している。ただ、家事分担に際しては依然として「女性がすべき」などの価値観もあり、こちらは男女共同参画社会やジェンダーフリーなどの観点で論争ともなっている。
ジェンダーフリー論関連に関してはそれらの項に譲るとして、愛妻家は言い換えれば前時代的な家庭と社会という役割分担に於いて、主婦が家庭を維持しやすいよう便宜を図る夫である。余録ではあるが三洋電機が洗濯機を販売する際、当時はまだ高価だったこれら家電製品を売る上で、まず実演をして買物帰りの主婦らなどにアピールして、その主婦を通して間接的に愛妻家の購買意欲を掻き立てる戦術を取って、成功している（→電器店#街の電器屋さん）。またかつてナショナル（現パナソニック）家電ブランド中、洗濯機・衣類乾燥機のシリーズ名（一部は食器洗い機）に「愛妻号」が使われていた。